# Point MacKenzie (Alaska)
Point MacKenzie es un lugar designado por el censo ubicado en el borough de Matanuska-Susitna en el estado estadounidense de Alaska. En el Censo de 2010 tenía una población de 529 habitantes y una densidad poblacional de 1,32 personas por km².

## Geografía
Point MacKenzie se encuentra en las coordenadas 61°21′24″N 150°10′5″O / 61.35667, -150.16806. Según la Oficina del Censo de los Estados Unidos, Point MacKenzie tiene una superficie total de 401.34 km², de la cual 394.91 km² corresponden a tierra firme y (1.6%) 6.43 km² es agua.

## Demografía
Según el censo de 2010, había 529 personas residiendo en Point MacKenzie. La densidad de población era de 1,32 hab./km². De los 529 habitantes, Point MacKenzie estaba compuesto por el 67.67% blancos, el 4.54% eran afroamericanos, el 23.25% eran amerindios, el 0.57% eran asiáticos, el 0.38% eran isleños del Pacífico, el 0.57% eran de otras razas y el 3.02% pertenecían a dos o más razas. Del total de la población el 3.21% eran hispanos o latinos de cualquier raza.